# Orgullo y prejuicio (serie de televisión de 1995)
Orgullo y Prejuicio es una serie británica de televisión de 1995 que consta de seis episodios, fue adaptada por Andrew Davies de la novela de 1813 de Jane Austen Orgullo y Prejuicio. Jennifer Ehle y Colin Firth protagonizaron como Elizabeth Bennet y Fitzwilliam Darcy respectivamente. Producida por Sue Birtwistle y dirigida por Simon Langton. La serie fue una producción de la BBC, con ayuda adicional en cuanto a fondos, de la cadena americana A&E Network. BBC One originalmente transmitió los episodios de 55 minutos del 24 de septiembre al 29 de octubre de 1995. La cadena A&E Network transmitió la serie por doble episodio en tres noches consecutivas comenzando el 14 de enero de 1996.
Ambientada en Inglaterra a comienzos del siglo XIX, "Orgullo y Prejuicio" cuenta la historia del Sr. y la Sra. Bennet (Benjamin Whitrow y Alison Steadman) y sus cinco hijas solteras (Susannah Harker, Jennifer Ehle, Lucy Briers, Polly Maberly, Julia Sawalha), luego de que el rico y casadero, Sr. Bingley (Crispin Bonham-Carter) y su amigo, el Sr. Darcy, se mudan al vecindario. Mientras que el Sr. Bingley de inmediato toma interés por la mayor de las Bennet, Jane, a Darcy se le dificulta adaptarse a la sociedad local y repetidamente se topa con la hermana que le sigue en edad a Jane, Elizabeth. El Times llamó a la adaptación "una ingeniosa mezcla de historias de amor y convivencia social, inteligentemente envuelta en las ambiciones e ilusiones de la gente de provincia".
La aclamación de los críticos y su éxito popular le hicieron ganar a la serie varios premios, incluyendo un BAFTA Television Award a Jennifer Ehle por "Mejor Actriz" y un Emmy por "notable trabajo individual en diseño de vestuario para una miniserie o especial". El papel del Sr. Darcy elevó a Colin Firth al estrellato. Una escena que mostraba a Firth en una camisa mojada fue reconocida como "uno de los momentos más inolvidables en la historia de la televisión británica". La serie inspiró a la autora Helen Fielding a escribir la popular novela Bridget Jones; la adaptación a pantalla grande de esta incluyó a Firth como Mark Darcy, el interés amoroso de Bridget.

## Trama
Episodio 1 – Charles Bingley, un hombre rico del norte de Inglaterra, se asienta en la casa de Netherfield cerca de la villa de Meryton en Hertfordshire para el verano. La señora Bennet, a diferencia de su esposo, se encuentra emocionada por casar a una de sus cinco hijas (Jane, Elizabeth, Mary, Kitty, y Lydia) con el recién llegado. El señor Bingley presta inmediata atención a Jane en un baile local, mientras que su mejor amigo el señor Darcy, que se rumorea es el doble de rico, se niega a convivir con nadie incluyendo a Elizabeth. La mala impresión que deja en Elizabeth se confirma en una reunión posterior en casa de los Lucas, en donde ella y Darcy discuten las dos noches que pasa ella en Netherfield cuidando a Jane que se encontraba enferma.
Episodio 2 – Un clérigo servicial llamado William Collins visita a sus primas, las Bennet. Él es el heredero de la casa donde viven, en Longburn, y decide casarse con Elizabeth para mantener la propiedad en la familia. Durante una caminata a Meryton, conocen a los miembros de la recién llegada milicia, incluyendo a George Wickham. Cuando Elizabeth presencia el resentimiento de Darcy hacia Wickham, Wickham le dice a Elizabeth cómo Darcy lo engañó con su herencia. Darcy sorprende a Elizabeth con una propuesta de baile en Neherfield, a lo que Elizabeth acepta de mala gana. El señor Collins se le declara a Elizabeth al día siguiente, pero ella lo rechaza profusamente. Mientras que el señor Bennet apoya a su hija favorita, y aunque la señora Bennet no está de acuerdo con la decisión de Elizabeth, su amiga más cercana Charlotte Lucas invita al señor Collins a quedarse en su casa.
Episodio 3 – Elizabeth está asombrada y anonadada cuando se entera de que Charlotte Lucas ha aceptado la propuesta de matrimonio del señor Collins. Cuando los habitantes de Netherfield se van a Londres en otoño, Jane se queda con sus modestos parientes de Londres, los Gardiner, pero pronto nota que los Bingley la ignoran. Después de hacerse amiga del señor Wickham, Elizabeth parte a visitar a los Collins en su casa de Kent en la primavera. Ellos viven cerca de Rosings, donde habita la formidable Lady Catherine de Bourgh, quien es la tía de Darcy, Elizabeth encuentra a Darcy en varias ocasiones. Poco después de esto Elizabeth descubre que Darcy es responsable de la separación de Jane y Bingley; Darcy inesperadamente se le declara a Elizabeth, expresando su ardiente admiración y amor hacia ella, a pesar de venir de una familia de clase inferior. Elizabeth lo rechaza, haciendo notar su carácter arrogante, desagradable y orgulloso, junto con su responsabilidad por el corazón roto de su hermana y los infortunios del señor Wickham.
Episodio 4 – Darcy justifica sus acciones previas en una larga carta a Elizabeth: él malentendió lo que Jane sentía por Bingley y expone a Wickham como un apostador que alguna vez trató de enamorar a la hermana de Darcy, Georgiana, para ganar su herencia. De regreso a Longbourn, la señora Bennet permite a Lydia acompañar a la milicia a Brighton acompañando a la esposa del coronel de la milicia. Elizabeth se une a los Gardiners en un viaje panorámico a Derbyshire y visita Pemberley, la propiedad de Darcy durante su ausencia. Impresionada por la inmensidad y riqueza de la propiedad, Elizabeth escucha al ama de llaves contar historias de la benevolencia de su patrón, mientras Darcy se refrescaba en su inesperado regreso a casa nadando en el lago. Después de un inesperado e incómodo encuentro con Elizabeth, un mojado Darcy es capaz de prevenir que sus visitantes regresen prematuramente con una inusual amabilidad.
Episodio 5 – Elizabeth y los Gardiners reciben una invitación a Pemberley, donde Darcy y Elizabeth comparten miradas significativas. A la mañana siguiente, Elizabeth recibe dos cartas de Jane, contándole acerca de la huida de Lydia con Wickham. Mientras Elizabeth está a punto de regresar a Longburn, Darcy la encuentra y, mientras le describe lo sucedido, le ofrece su ayuda. Cuando él se va, Elizabeth supone que no lo volverá a ver jamás. El señor y la señora Bennet tratan de luchar con el posible escándalo hasta que reciben una carta del señor Gardiner, diciendo que Lydia y Wickham habían aparecido y no estaban casados, pero pronto lo estarían bajo su cuidado. Después de que el señor Bennet dice estar sorprendido por cuan fácilmente se solucionó su problema, Elizabeth le comenta a Jane acerca de su último encuentro con el señor Darcy, incluyendo también sus sentimientos ambivalentes hacia él.
Episodio 6 – Después de que Lydia menciona por descuido a Darcy y cómo estuvo involucrado con la boda, la señora Gardiner le hace saber a Elizabeth acerca de cómo el señor Darcy encontró a la pareja que iba huyendo y pagó todos sus gastos. Cuando Bingley y Darcy regresan a Netherfield en el otoño, Darcy se disculpa con Bingley por intervenir en su relación con Jane y le da su bendición para que la pareja se case. Lady Catherine de Bourgh, quien ha escuchado rumores acerca del compromiso entre Darcy y Elizabeth, pero quiere casarlo con su hija enferma Anne, realiza una visita inesperada a Elizabeth. Ella insiste para que Elizabeth renuncie a Darcy, pero Elizabeth no descarta un compromiso futuro. Cuando Elizabeth agradece a Darcy por lo que hizo para el matrimonio de Lydia, la historia de Lady Catherine da coraje a Darcy para reafirmar sus sentimientos por Elizabeth. Elizabeth admite una transformación completa de sus sentimientos y accede a un compromiso, lo cual toma a su familia por sorpresa. La serie termina con una boda doble en invierno: Jane y Bingley y Elizabeth y Darcy.

## Reparto
Al realizar el casting de los personajes de "Orgullo y Prejuicio", la productora Sue Birtwistle y el director Simon Langton buscaban actores con inteligencia, agradables y con carisma, quienes también pudieran representar el periodo de la regencia. Su elección para los protagonistas Elizabeth Bennet de 20 años y Fitzwilliam Darcy de 28 fue determinante para el resto del reparto. Cientos de actrices de entre 15 y 28 años audicionaron, y aquellas con la presencia adecuada realizaron varias pruebas con vestuario y maquillaje en un estudio de televisión. Se realizaron varias ofertas a varios actores.
- La actriz británico-americana Jennifer Ehle fue elegida de entre más de una docena de actrices para el papel de Elizabeth, la segunda hija de los Bennet, la más inteligente, y la favorita de su padre. En ese tiempo Ehle de 20 años había leído "Orgullo y Prejuicio" cuando tenía 12 años y fue la única actriz en estar presente durante todo el rodaje.[3][4][5]
- Sue Birtwistle particularmente quería a Colin Firth, un actor británico relativamente desconocido de 30 años, para el papel del señor Darcy.[6] Birtwistle había trabajado con él por el año de 1980 en la comedia Dutch Girls, pero repetidamente rechazaba esta oferta ya que no se sentía atraído por la perspectiva femenina de Austen ni se creía el adecuado para el papel. La persistencia de Birtwistle finalmente lo convenció de aceptarlo.[7][8] Firth y Ehle comenzaron una relación romántica durante la filmación, pero esta solo recibió atención mediática después de su separación.[9]
- Benjamin Whitrow y la actriz nominada al BAFTA Alison Steadman fueron contratados para los papeles del señor y la señora Bennet respectivamente, los distinguidos pero pobres, indulgentes e imprudentes padres de Elizabeth. A Steadman le ofrecieron el papel sin audición.
- Las cuatro hermanas de Elizabeth, quienes van de 15 a 22 años fueron elegidas para que no se parecieran unas a otras. Susannah Harker fue contratada para representar a la bella hermana mayor de Elizabeth, Jane quien solo quiere ver el bien en otros. Lucy Briers, Polly Maberly y Julia Sawalha fueron las hermanas menores de Elizabeth – Mary la simple, la susceptible Kitty, y la frívola y necia Lydia. Con 10 años de diferencia con Lydia de 15 años, Julia Sawalha de Absolutely Fabulous tuvo suficiente experiencia como para obtener el papel sin prueba de cámara o screen test.
- Joanna David y Tim Wylton fueron los Gardiner, los tíos maternos de Elizabeth.
- David Bamber actuó como el clérigo, Sr. Collins, un primo del señor Bennet.
- Lucy Scott actuó como la mejor amiga de Elizabeth y la esposa del señor Collins, Charlotte Lucas.
- David Bark-Jones actuó como el teniente Denny.[3]
- Los productores encontraron a Crispin Bonham-Carter quién tenía la apariencia física que mejor contrastaba con el Darcy de Firth y le dio su primer papel grande en televisión como el rico y agradable señor Charles Bingley.[3] Bonham-Carter había audicionado originalmente para el papel de George Wickham.[10]
- Para el papel de George Wickham, un atractivo militar, cuyo encanto esconde su avaricia, fue elegido el actor Adrian Lukis.
- Anna Chancellor de Cuatro bodas y un funeral fue la elegida para ser la hermana del señor Bingley, Caroline Bingley (Anna Chancellor es también sobrina en octavo grado de Jane Austen).[11]).
- La otra hermana y el cuñado de Bingley fueron representados por Lucy Robinson (Louisa Hurst) y Rupert Vansittart (señor Hurst).
- Elegir a la actriz que representaría a la hermana del señor Darcy, Georgiana Darcy, fue muy difícil para los productores, ya que buscaban a una joven actriz con apariencia inocente y orgullosa pero tímida, que tuviera clase y que además, supiera tocar el piano. Después de audicionar a más de 70 actrices, Simon Langton sugirió a la hija de Joanna David (Mrs. Gardiner) Emilia Fox para el papel.
- Barbara Leigh-Hunt fue elegida para el papel de la tía del señor Darcy, Lady Catherine de Bourgh, sin tener que audicionar.[3]

## Producción

### Concepción y adaptación
La novela de Jane Austen Orgullo y prejuicio ya había sido sujeta a numerosas adaptaciones, incluyendo versiones de la BBC en 1938, 1952, 1958, 1967 y 1980. En el otoño de 1986, después de mirar un adelanto de otra novela de Austen La abadía de Northanger, Sue Birtwistle y Andrew Davies acordaron adaptar Pride and Prejudice, uno de sus libros favoritos, para la televisión. Birtwistle en particular sintió que una nueva adaptación a filme serviría mejor al drama que la versión de video anterior, la cual se veía nada poética ni arreglada. Las necesidades de horario televisivo forzaron a Davies a cambiar su idea original de cinco a seis episodios. Birtwistle y Davies entonces ofrecieron los primeros tres guiones a la ITV y a finales de 1986 para hacerse de audiencia en la BBC, sin embargo, la reciente adaptación de la novela provocó un retraso. Cuando ITV anunció su interés en 1993, Michael Wearing de la BBC comisionó los guiones finales con fondos de la cadena americana A&E Network. El director Simon Langton y el departamento de arte se unieron a la preproducción en enero y febrero de 1994.
Aunque Birtwistle y Davies deseaban permanecer fieles al tono y espíritu de la novela y, querían producir "una historia fresca, viva, de personas reales", no un "viejo drama de la BBC que se muestra un domingo a la hora del té ". Enfatizando el sexo y el dinero como los temas de la historia, Davies cambió el enfoque de Elizabeth, a Elizabeth y Darcy y mostró varias sugerencias para el papel de Darcy en la resolución narrativa. Para dar vida a los personajes como seres humanos reales, Davies añadió escenas de "backstage" cortas, como la de las chicas Bennet vistiéndose para anunciarse a sí mismas en el mercado del matrimonio. Nuevas escenas en las que los hombres persiguen sus aficiones con sus compañeros provinieron de la atención de Jane Austen a las mujeres. La mayor dificultad técnica resultó ser la adaptación de las largas cartas que se muestran en la segunda mitad de la historia. Davies empleó técnicas como la voz en off, flashbacks, y haciendo que los personajes leyeran las cartas a sí mismos y entre sí. Davies añade algún tipo de diálogo para aclarar los acontecimientos de la novela a un público moderno, pero dejó gran parte de los diálogos intactos, tal como aparecen en la novela.

### Rodaje
El presupuesto fue de alrededor de 1 millón libras por episodio (un total de $ 9.600.000 de dólares) permitió 20 semanas de cinco días para filmar seis episodios de 55 minutos. El objetivo de la producción era de 10.5 horas por día, más el tiempo para el vestuario y el maquillaje. Dos semanas antes de que comenzara el rodaje, cerca de 70 personas del reparto y del equipo se reunieron para leer el guion, así como ensayos, clases de baile, equitación, esgrima, y otras habilidades que necesitaban para estar listos antes de la filmación. Esta se llevó a cabo entre junio de 1994 y el 1 de noviembre de 1994 con el objetivo de reflejar los cambios de estación en la trama; el proceso de posproducción fue llevado a cabo hasta mediados de mayo de 1995. Las escenas que se llevaran a cabo en el mismo lugar se agruparon en la agenda de filmación

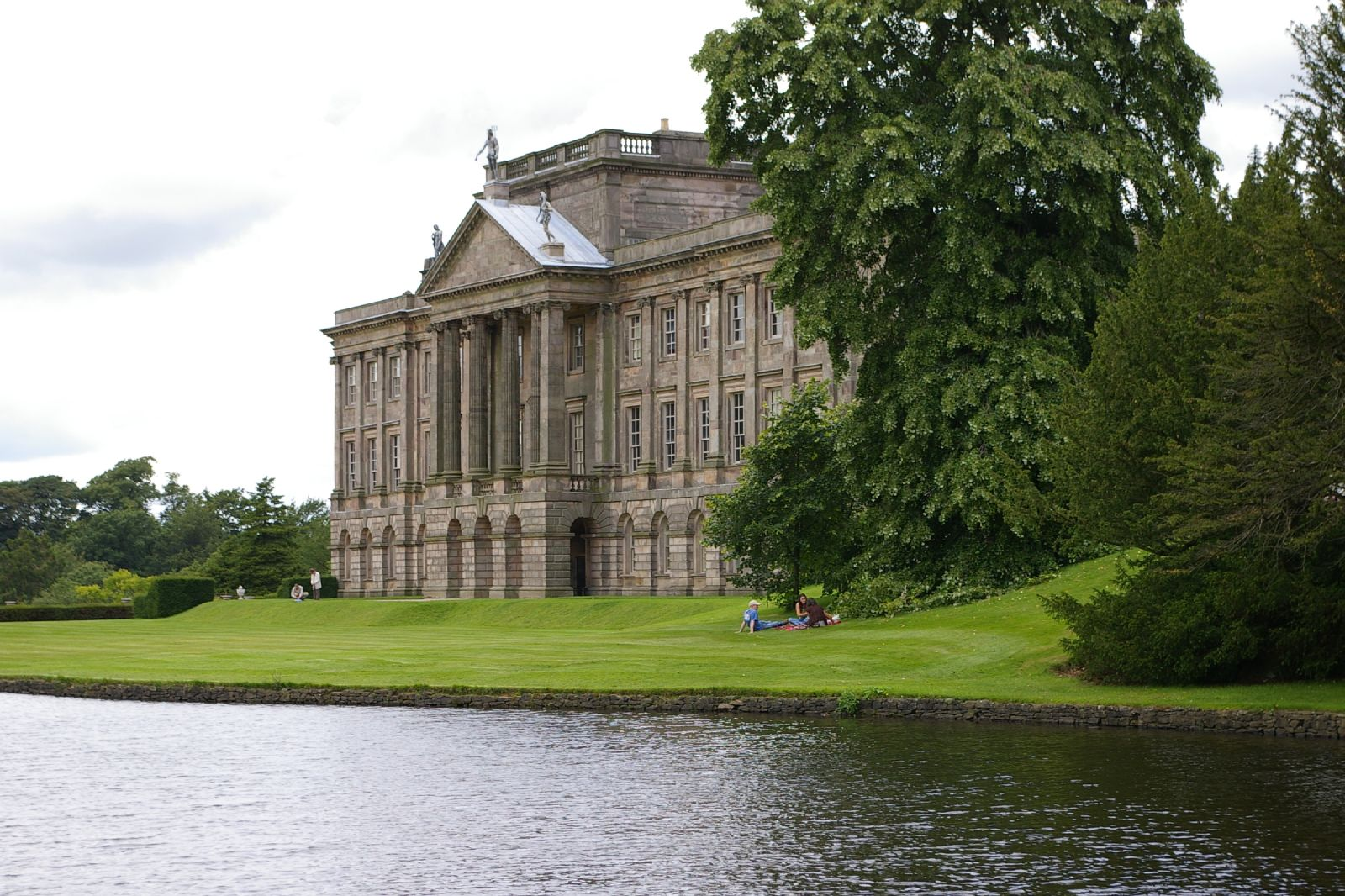
Lyme Park, Cheshire sirvió como el exterior de Pemberley, hogar de Darcy en Derbyshire.

Veinticuatro locaciones, la mayoría de estas propiedad de la National Trust, y ocho estudios se utilizaron para filmar. Para reflejar las diferencias de riqueza y pobreza entre los personajes principales, Longbourn mostró la humilde y cómoda casa de la familia Bennet, mientras que Pemberley, propiedad de Darcy, tenía que parecer el "lugar más hermoso", que muestra el buen gusto y la historia de la aristocracia de la familia. La primera locación que los productores acordaron fue Lacock en Wiltshire para representar al pueblo de Meryton. La corte de Luckington sirvió como el interior y el exterior de Longbourn. Lyme Hall en Cheshire, fue elegido como Pemberley pero problemas de gestión de la producción obligaron a filmar los interiores de Pemberley en Sudbury Hall en Sudbury, Derbyshire.
Los productores encontraron Belton House en Grantham, Lincolnshire como el mejor lugar para reflejar Rosings, el hogar de Lady Catherine de Bourgh, ya que debía parecer "más allá", muy elegante, para reflejar su desagradable carácter. La Vieja Rectoría de Teigh en Leicestershire fue elegida como Hunsford, la modesta casa del señor Collins. Edgcote Hall en Banbury, Oxfordshire, sirvió como el interior y exterior del Netherfield de Bingley, junto con Brocket Hall en Welwyn Garden City, Hertfordshire como el salón de baile de Netherfield. Las calles de Londres fueron filmadas en el Hospital Señor Leycester en Warwick, Warwickshire. La fuga de Wickham y Georgiana en Ramsgate fue filmada en la localidad costera inglesa de Weston-super-Mare, en Somerset.

### Vestuario y maquillaje
Debido a que "Orgullo y Prejuicio" era un drama de época, el diseño requirió más investigación que las películas contemporáneas. Las personalidades y la riqueza de los personajes se reflejaban en sus trajes; las ricas hermanas del señor Bingley nunca se mostraron en vestidos estampados y llevaban grandes plumas en su cabello. Como la existencia de trajes de época de la BBC era limitada, la diseñadora de vestuario Dinah Collin diseñó la mayoría de los disfraces, visitando museos en busca de inspiración al tratar de hacer las ropas atractivas para un público moderno (aunque algunos trajes, en su mayoría utilizados por los extras, fueron reutilizados de otras producciones de la BBC anteriores). La ropa de Elizabeth tenían tonos tierra y se ajustaron para permitir movimientos fáciles y naturales para que correspondieran con la actividad de la personalidad y vivacidad del personaje. Por el contrario, Collin eligió colores blanco pálido o crema para la ropa de las chicas Bennet para resaltar su inocencia y simplicidad y colores más ricos para las hermanas de Bingley y Lady Catherine de Bourgh. Colin Firth participó en las decisiones de vestuario y quería que su personaje usara colores más oscuros, dejando los colores más cálidos para Bingley.
Los productores imaginaron a Darcy como castaño a pesar de carecer de tales referencias en la novela y le pidieron a Firth teñir su pelo castaño claro de negro, así como también sus cejas y pestañas; instruyeron a todos los actores masculinos dejarse crecer el pelo antes de la filmación y rasurarse el bigote. Se hicieron tres pelucas morenas para cubrir el pelo corto y rubio de Ehle y una peluca para Alison Steadman (Sra. Bennet) a causa de su pelo grueso y pesado. El pelo de Susannah Harker (Jane) se iluminó un poco para contrastar con el de Elizabeth y fue arreglado en un estilo clásico griego para resaltar la belleza del personaje. La sencillez de Mary se logró pintando manchas en el rostro de Lucy Briers; y llevaba el pelo engrasado para sugerir una apariencia sucia, también estaba estilizado para enfatizar las orejas sobresalientes de la actriz. Como Kitty y Lydia eran demasiado jóvenes y salvajes como para arreglarse el pelo con la sirvienta, el pelo de las actrices no se modificó mucho. La artista de maquillaje Caroline Noble siempre había considerado al Sr. Collins un personaje sudoroso con un labio superior húmedo; así que ella también engraso el cabello de David Bamber y le dio una raya media para sugerir calvicie.

### Música y coreografía

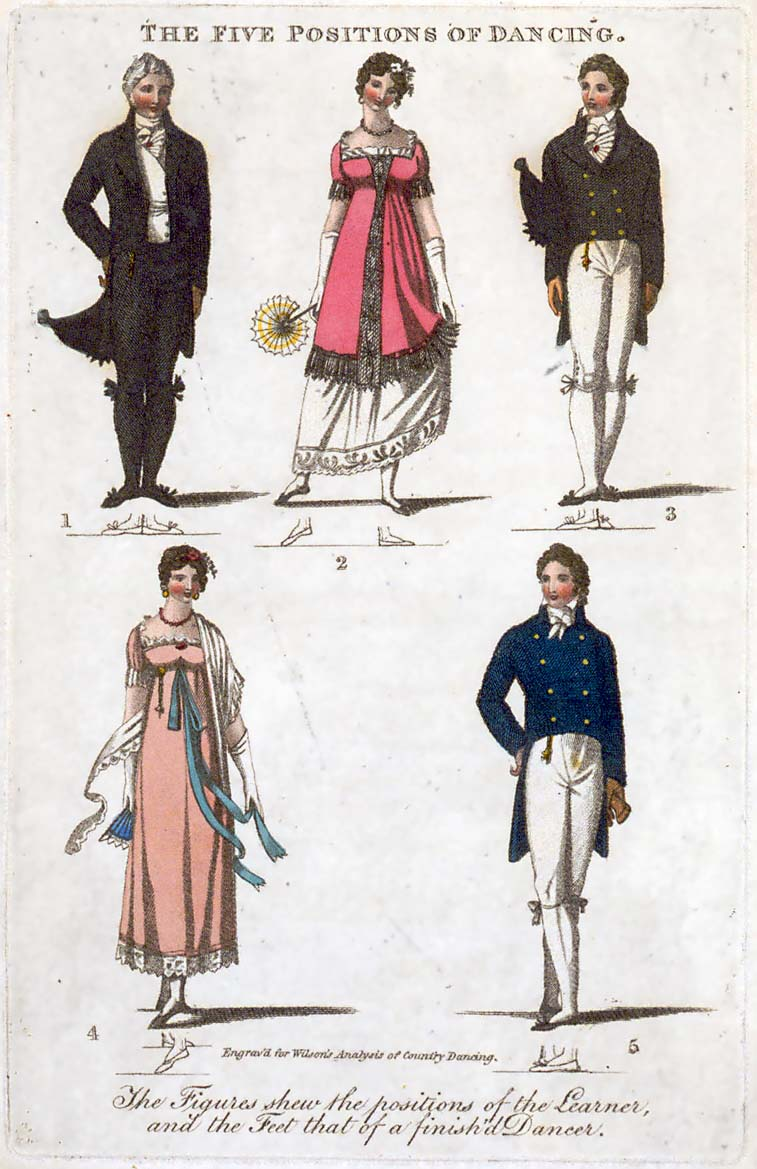
Cinco posiciones del baile Regency dancing, 1811

Carl Davis había estado escribiendo partituras para las adaptaciones de las novelas clásicas de la BBC desde mediados de la década de 1970 y se acercó a Sue Birtwistle durante la preproducción. Con el objetivo de comunicar el ingenio y vitalidad de la novela con su tema del matrimonio y el amor en un pequeño pueblo del siglo XIX; utilizó la música clásica contemporánea como inspiración, en particular, un septeto de Beethoven de la época. Para el control sobre el sonido, la música fue grabada en seis horas por un grupo de hasta 18 músicos y luego se reprodujo en pequeños fragmentos a través de auriculares para que los músicos pudieran hacer como si tocaran los instrumentos haciendo mímica. Las actrices cuyos personajes tocaban el piano, Lucy Briers (Mary) y Emilia Fox (Georgiana), eran ya pianistas y se les dio la oportunidad de practicar semanas antes de la filmación. Entre las canciones y los movimientos que se tocaron en la serie fueron "Air con Variazioni" de la Suite N º 5 en Mi mayor HWV 430 de Handel y "Ombra mai fu" de la opera Jerjes; de Mozart se tocó "Rondo Alla Turca", "Voi Che Sapete" y fragmentos de sus operas Las bodas de Fígaro y Don Giovanni; de Beethoven, Andante Favori; el segundo movimiento de la sonatina No. 4 de Muzio Clementi y la canción popular tradicional "The Barley Mow". Una banda sonora con los temas de Davis fue lanzado en CD en 1995.
Muchas escenas en el libro se llevaron a cabo en bailes. Jane Gibson basó su coreografía en el libro The Apted Book of Country Dances (1966) de W.S. Porter, que contenía varios bailes de finales del siglo XVIII por Charles y Samuel Thompson como: "The Shrewsbury Lasses", "A Trip to Highgate" y "Mr. Beveridge's Maggot". Aunque estas danzas dieron a la historia una impresión de autenticidad, eran anacrónicas y estaban fuera de moda en la época de la historia. Unas quince danzas fueron coreografiadas y ensayadas antes de la filmación. Polly Maberly y Julia Sawalha, las amantes de la danza Kitty y Lydia, tuvieron que aprender los bailes. Tres días fueron asignados para el rodaje del baile en Netherfield, cuyo ritmo y estilo se centró en la elegancia más que en la comunidad gozando el baile en Meryton. Los músicos y bailarines tenían auriculares con música para permitir la grabación del diálogo. Muchos planos generales del baile de Elizabeth y Darcy en el baile realizado en Netherfield más tarde resultaron ser inutilizables debido a un pelo delante de una lente por lo que los editores recurrieron a primeros planos y materiales proporcionados por una cámara estática.

## Temas y estilos
La adaptación ha recibido elogios por su fidelidad a la novela, lo que resalta la importancia del medio y la educación en el desarrollo de los pueblos; a pesar de los privilegios no es necesariamente ventajoso. Describiendo la adaptación como "una mezcla ingeniosa de historias de amor y conivencia social inteligentemente envuelta en las ambiciones y las ilusiones de una pequeña nobleza provincial ", los críticos señalaron que el enfoque de Davies en el sexo, el dinero y el humor incisivo de Austen y la "hábil" caracterización, impidió a la adaptación televisiva a "descender al reino de un melodrama brillantemente fotografiado ".
Para evitar un narrador, la serie deja a Elizabeth la famosa frase en una escena temprana. La adaptación abre con una vista de Darcy y Bingley a caballo en una carrera a través de un campo hacia la finca Netherfield, expresando vitalidad; Elizabeth los mira antes de echar a correr. Mientras que la novela indica la independencia y la energía de Elizabeth en su paseo de tres millas a Netherfield, la adaptación de esta escena también muestra su rebeldía y su amor a la naturaleza.
En lo que es "tal vez la versión más radical del texto de Austen", el drama de la BBC parte de una visión de finales del siglo XVIII; de la contención retrata las emociones de una interpretación "moderna" de la historia. La novela deja a Elizabeth y al lector incierto de las emociones de Darcy y la adaptación utiliza escenas adicionales para insinuar la incapacidad de Darcy para expresar físicamente o verbalmente sus sentimientos. Estudiosos argumentan que las actividades como el billar, la natación y el esgrima dan a Darcy una mirada femenina; a menudo se lo presenta de perfil en una ventana o una chimenea cuando sus amigos discuten acerca de Elizabeth. Muchos pasajes referentes a la apariencia o los puntos de vista de los personajes fueron tomados de la novela.
La novela muestra la ironía con "cepas inconfundibles de cinismo,... que se ríen de la naturaleza humana y sin ninguna esperanza real de cambiarlo". La risa en la historia, que va desde risa irresponsable a la risa entretenida y las risas de diversión y alivio, pueden también estar relacionadas con las tensiones sexuales entre los diferentes personajes. A pesar de su atractivo para el público moderno, la risa y el ingenio fueron vistos como vulgares e irreverentes en el tiempo de Austen. El drama de la BBC hizo cambios "con el fin de exponer a un personaje, o la adición de humor o la ironía de una situación". La adaptación exagera cómicamente el carácter de la señora Bennet, la señorita Bingley y el Sr. Collins, mostrando incluso a la señora Bennet al borde de la histeria en muchas de las escenas.
La serie se expande en el uso metafórico de Austen de los paisajes, lo que refuerza su belleza y su autenticidad. Elizabeth aprovecha cada oportunidad para disfrutar de la naturaleza y para escapar de la exposición al Sr. Collins y Lady Catherine. El uso más simbólico de la naturaleza en la novela es Elizabeth y la visita de los Gardiner a Pemberley en Derbyshire, donde Elizabeth se hace consciente de su amor por Darcy. La historia tiene un carácter integral en forma de revalorización de la Inglaterra antigua. La apreciación de la belleza del lugar por parte de Elizabeth eleva su opinión y la opinión de sus parientes sobre Darcy; Darcy a través de la ventana funciona como una pantalla de cine, proyectando las acciones de Elizabeth para él y para el espectador. Su participación en el paisaje inglés es su redención.

## Recepción

### Transmisión
Entre 10 y 11 millones de personas vieron la transmisión original de seis episodios en la BBC los domingos por la noche a partir del 24 de septiembre al 29 de octubre de 1995. Los episodios se repitieron cada semana en la BBC Two. El episodio final de "Orgullo y Prejuicio" lo vio más o menos el 40 por ciento de Gran Bretaña, y para entonces ocho países extranjeros habían comprado los derechos de la serie. 3.7 millones de estadounidenses vieron la primera transmisión por la cadena A&E, donde se emitió la serie en episodios dobles en tres noches consecutivas comenzando el 14 de enero de 1996.

### Lanzamiento y mercadotecnia
La serie fue lanzada en VHS en el Reino Unido la semana previa a la transmisión original del episodio final. Toda la primera tirada de 12.000 ejemplares de la serie de doble vídeo se agotaron en un plazo de dos horas, 70.000 copias habían sido vendidas a finales de la primera semana de ventas, aumentando a 200,000 unidades vendidas durante el primer año de la emisión inicial. Una portavoz de la BBC calificó los resultados de venta iniciales como "un enorme fenómeno", como "inaudito que un vídeo se pudiera vender ni la mitad de bien, sobre todo cuando los espectadores son capaces de grabar los episodios en su casa de forma gratuita". La banda sonora en CD también fue popular, y 20.000 ejemplares del libro de la realización se vendieron en pocos días. La serie fue lanzada en DVD cuatro veces, primero en el 2000, remasterizada digitalmente como "Edición del Décimo Aniversario", en septiembre de 2005, y posteriormente en abril de 2007 como parte de una colección de la revista "Classic DVD of drama". Una transferencia de alta definición se elaboró a partir de los negativos originales y fue lanzada para reproductor de Blu-ray en octubre de 2008. La versión HD no ha sido emitida por la televisión, la BBC se niega a transmitir nada rodado en 16mm en HD. La misma versión restaurada fue lanzada en DVD en marzo de 2009. El Blu-ray fue lanzado el 14 de abril de 2009.

### Recepción de la crítica cinematográfica
La respuesta crítica a Orgullo y Prejuicio fue abrumadoramente positiva. Gerard Gilbert de The Independent, recomendó ver el primer episodio de la serie un día antes del estreno en Gran Bretaña, diciendo que esta adaptación a la televisión es "probablemente tan buena como se puede obtener para una obra literaria clásica; el casting en particular merece una nominación a un BAFTA, Firth no es en lo más mínimo suave ni lindo; y Jennifer Ehle mostrando la marca adecuada de la inteligencia de espíritu como Elizabeth ". Consideró a Benjamin Whitrow un verdadero "roba-escenas con su señor Bennet", pero estaba indeciso acerca de la representación de Alison Steadman de la señora Bennet. En la revisión del primer episodio en el mismo periódico el día después de la transmisión, Jim White elogió a Andrew Davies por "inyectar en las actuaciones un ritmo y energía que por fin ofrecieron un entorno visual para hacer justicia al ingenio del libro. Con todo el mundo yendo a gran velocidad (los bailes, por primera vez en el género, implicaron un poco de sudor), parece que la gente está haciendo algo que nunca habrían sospechado en la época de Austen: divertirse".
Unos días antes del estreno en Estados Unidos, Howard Rosenberg, del Los Angeles Times considera la adaptación "decididamente agradable" a pesar de sus libertades iniciales con la novela de Austen, y nombró a los padres de Elizabeth y al señor Collins como la principal fuente de humor. John O 'Connor, de The New York Times elogió a la serie como una "espléndida adaptación, con un guion muy fiel y sensiblemente matizada". Comentó sobre la capacidad de Jennifer Ehle al hacer a Elizabeth "sorprendentemente inteligente y con autoridad sin ser dominante”, e hizo notar cómo Firth "brillantemente captura al orgulloso snob del Sr. Darcy mientras que transmite, principalmente a través de miradas intensas, que está cayendo en el amor a pesar de sí mismo." O'Connor elogió el retrato de Barbara Leigh-Hunt de Lady Catherine como "una bruja maravillosamente imperiosa" y consideró sus escenas con David Bamber (Sr. Collins) "hilarantes".
Sin embargo, O'Connor comentó que el público estadounidense podría encontrar los "paseos lánguidos a través de los prados" y los "bailes coreografiados adornados" de la producción británica demasiado lentos. En uno de los comentarios más negativos, la revista People consideró la adaptación "mucho más riguroso de lo necesario" y "no es lo mejor de Austen en un mercado de repente lleno de gente". Aunque el crítico pensó que la interpretación de Firth fue "magnífica", reprendió el casting de Jennifer Ehle ya que su rostro ovalado la hizo aparecer como Anaïs Nin en ropa de época, y eso no es justo". La revista oficial de la A&E Network resumió un año más adelante que "los críticos elogiaron la fastuosa producción, el público la adoró, y las mujeres de todo el mundo se desmayaban sobre Darcy. Tanto que, los periódicos comenzaron a bromear sobre 'la fiebre Darcy'".

### Premios y nominaciones
Orgullo y Prejuicio recibió nominaciones a los premios BAFTA por "Mejor serie dramática", "Mejor Diseño de Vestuario", y "Mejor Maquillaje / Cabello" en 1996. Jennifer Ehle fue honrada con un premio BAFTA a la "Mejor Actriz", mientras que Colin Firth y Benjamín Whitrow perdieron el BAFTA por "Mejor Actor" y lo ganó Robbie Coltrane de Cracker. Firth ganó el Premio de la Asociación de Difusión de Prensa en 1996 al "Mejor Actor", complementado por el mismo premio por "Mejor Serie de drama". La serie fue reconocida en los Estados Unidos con un Emmy por "Logro Individual Sobresaliente en Diseño de Vestuario para una Miniserie o Especial", y fue nominada a los Emmy por sus logros como "Mejor Miniserie", así como para coreografía y guion. Entre otros premios y nominaciones, Orgullo y Prejuicio recibió un premio Peabody, un premio de Asociación de Críticos de Televisión, y una nominación al premio Golden Satellite por sus destacados logros como serie.

## Influencia y legado
Como una de las presentaciones de la BBC y de A&E más populares de todos los tiempos, la serie fue "un fenómeno cultural, inspirando cientos de artículos periodísticos y convirtiéndose en la novela favorita de la gente". Con las películas de 1995 y 1996 Persuasion, Sense and Sensibility y Emma, la serie fue parte de una ola de entusiastas de Jane Austen, lo que causó que las membresías de la Sociedad de Jane Austen de América del Norte subieran cincuenta por ciento en 1996 y a más de 4.000 miembros en el otoño de 1997. Algunos periódicos como "The Wall Street Journal" explican esta "Austen-manía" como un movimiento comercial de la industria del cine y la televisión, mientras que otros atribuyen la popularidad de Austen al escapismo.
Mientras que Jennifer Ehle se negó a capitalizar el éxito de la serie y se unió a la Royal Shakespeare Company en Stratford-upon-Avon, el papel del Sr. Darcy inesperadamente elevó a Colin Firth al estrellato. Aunque a Firth no le importaba ser reconocido como "un ídolo romántico" como Darcy con "ardiente atractivo sexual" en un papel que "lo convirtió oficialmente en un rompecorazones", expresó su deseo de no estar asociado con "Orgullo y Prejuicio" por siempre y se mostró reacio a aceptar el mismo papel. Asumió diversos roles y coprotagonizó producciones como El paciente inglés (1996), Shakespeare in Love (1998), Bridget Jones's Diary (2001), Girl with a Pearl Earring (2003), Love Actually (2003) y Bridget Jones: The Edge of Reason (2004).
"Orgullo y Prejuicio" continuó siendo honrado años después. Una encuesta del año 2000 de los profesionales de la industria realizado por el British Film Institute clasificó a la serie en el lugar 99 de 100 de los programas de televisión británicos más grandes del siglo XX, que el BFI atribuyó a su "gestión de combinar la fidelidad a la novela con una frescura que hizo un llamado a través de generaciones".
"Radio Times" incluye la serie en su lista de los "40 mejores programas de televisión que se han hecho" en 2003. En 2007, el Consejo de Cine del Reino Unido declaró a Pride and Prejudice como uno de los dramas de la televisión que se han vuelto "folletos virtuales" para la historia británica y la sociedad. Lyme Hall, Cheshire, que había servido como el exterior de Pemberley, experimentó una triplicación en sus cifras de visitantes después de la emisión de la serie y sigue siendo un destino turístico popular. También fue nombrada por la revista Entertainment Weekly como una de los 20 mejores miniseries de todos los tiempos.

### Escena del lago
La adaptación es famosa por una escena en su cuarto episodio en el que un Darcy completamente vestido, después de haber salido de un baño en un lago, se encuentra accidentalmente con Elizabeth. Aunque muchos críticos atribuyen la apelación de la escena para el atractivo sexual de Firth y viceversa. Andrew Davies pensó que inadvertidamente "revestía, no desvestía a Austen". Cuando Andrew Davies escribió la escena (que no forma parte de la novela de Austen) no tenía la intención de una conexión sexual entre Elizabeth y Darcy sino crear "un momento divertido en el que Darcy intenta mantener su dignidad mientras esta inadecuadamente vestido y empapado". La BBC se opuso al plan de Davies de tener a Darcy desnudo pero los productores descartaron la alternativa de usar calzoncillos tan cómicos. Según Davies, Firth tenía "un poco de preocupación acerca de quitarse sus ropas", la escena fue filmada con Firth en camisa de lino, pantalones y botas. Un doble de cine, que aparece un tiempo muy breve en plano, fue contratado por el riesgo de infección con la enfermedad de Weil en Lyme Park. Un segmento corto fue filmado bajo el agua por separado con Firth en un tanque en Ealing Studios en Londres.
"The Guardian" declaró la escena del lago como "uno de los momentos más inolvidables de la historia de la televisión británica".
La secuencia también apareció en el Top 100 de mejores Momentos del Canal 4 de la televisión en 1999, entre el controvertido programa Death on the Rock y la Guerra del Golfo. "The New York Times" comparó la escena con Marlon Brando en camiseta gritando "Stella!" en Un tranvía llamado deseo, el guionista y director Richard Curtis agregó en tono de broma momentos en los cuales personajes de Firth caen en el agua en Love Actually y Bridget Jones, y el personaje de Firth de la película St Trinian's de 2007 surge de una fuente en una camisa mojada antes de reunirse con un viejo amor.
Los creadores de la producción de ITV del 2008 "Lost in Austen" emularon la escena del lago en su versión de "Orgullo y Prejuicio" a través de su heroína contemporánea que engatusa a Darcy para recrear el momento. Cheryl L. Nixon sugirió en "Jane Austen en Hollywood" que esa inmersión de Darcy es una "revelación de sus capacidades emocionales", expresando un "vínculo romántico con la naturaleza, una celebración de su hogar, donde se puede mostrar como es, una limpieza de los prejuicios sociales de su mente, o  ... un renacimiento de su amor por Elizabeth ". Linda Troost y Sayre Greenfield escribieron que la escena "nos dice más acerca de la obsesión de nuestra década actual con la perfección física y la aceptación de desnudez que lo que dice Austen, pero la imagen talla una nueva faceta en el texto ".

### Bridget Jones
La periodista de ficción Bridget Jones (en realidad Helen Fielding de The Independent) escribió acerca de su amor por la serie en su columna "El diario de Bridget Jones" en el periódico durante la emisión británica original, mencionando su "simple necesidad humana de Darcy por estar con Elizabeth" y con respecto a la pareja como sus "representantes elegidos en el ámbito del shagging, o mejor dicho cortejo". Fielding se basó vagamente en Orgullo y Prejuicio para su novela de 1996 basada en su columna, nombrando al interés amoroso de Bridget "Mark Darcy" y lo describe exactamente como Colin Firth. Tras una primera reunión con Firth durante su rodaje de Fever Pitch en 1996, Fielding invitó a Firth a colaborar en lo que se convertiría en una entrevista de varias páginas entre Bridget Jones y Firth en la secuela de su novela en 1999 Bridget Jones: The Edge of Reason. La realización de la entrevista real con Firth fue en Roma, y Fielding se sumió en el modo de Bridget Jones y se obsesionó con Darcy con su camisa mojada en la entrevista ficticia. Firth participó en la edición de lo que los críticos llaman "una de las secuencias más divertidas del diario" Ambas novelas hacen varias referencias a la serie de la BBC.
Andrew Davies colaboró en los guiones de las películas de Bridget Jones en el 2001 y 2004, en los que Crispin Bonham-Carter (Sr. Bingley) y Lucy Robinson (Sra. Hurst) aparecieron en papeles de menor importancia. La autorreferencial broma entre los proyectos convenció a Colin Firth a aceptar el papel de Mark Darcy, ya que le dio la oportunidad de ridiculizar y liberarse de su papel de Orgullo y Prejuicio. James Berardinelli, crítico de cine, más tarde afirmó que Firth "actuó esa parte [de Mark Darcy] exactamente como él había desempeñado el papel antes, por lo que es evidente que los dos Darcys eran esencialmente los mismos". Los productores nunca encontraron una manera de incorporar la entrevista Jones-Firth en la segunda película, pero grabaron una entrevista parodia de Firth como sí mismo y Renée Zellweger permaneció en su personaje como Bridget Jones un día después de terminar de grabar. La escena, que mostraba la obsesión de Bridget con Darcy y su obsesión con Colin Firth en "Love Actually", está disponible como una característica especial en el DVD de la película.

### Otras adaptaciones
Durante casi una década, la serie de televisión de 1995, se consideró "tan dominante, tan universalmente adorada, que se ha establecido en la conciencia pública como un estándar cinematográfico". Al comparar las seis adaptaciones de "Orgullo y Prejuicio" en el año 2005, el "Daily Mirror" dio 9 de 10 puntos a la serie de 1995 ("lo que puede ser la adaptación final") y a la adaptación cinematográfica de 2005, dejando a las otras adaptaciones, como la película de 1940 atrás con seis o menos puntos.
La película de 2005 fue "obviamente, [no tan] atrevida o revisionista" como la adaptación de 1995, pero la juventud de los protagonistas de la película, Keira Knightley y Matthew Macfadyen, fue preferida sobre la de 1995, Jennifer Ehle anteriormente había sido "demasiado "pesada" para el papel ".
El presidente de la Sociedad de Jane Austen de América del Norte señaló positivamente que el casting de los protagonistas de 2005 fue "sin duda un poco más juvenil que la de Firth y Ehle " y que "Knightley es más guapa de lo que Lizzy estrictamente debería ser". La recepción crítica del Darcy de Macfadyen, cuya contratación había sido difícil porque "Colin Firth dejó una sombra muy larga ", eran tanto positivas como negativas.
Varios críticos no observaron ningún impacto significativo del Darcy de Macfadyen en los años siguientes. Garth Pearce de "The Sunday Times" señaló en 2007 que "Colin Firth por siempre será recordado como el perfecto señor Darcy", y Gene Seymour declaró en un artículo de "Newsday" del 2008 que Firth es definitivamente "'universalmente reconocido" como el señor Darcy ".

### Notes
1. 1 2 3 4 5  O'Connor, John (13 de enero de 1996). «Television review: An England Where Heart and Purse Are Romantically United». The New York Times. Consultado el 21 de mayo de 2008.
2. 1 2  Gibbons, Fiachra (2 de junio de 2003). «Universally acknowledged hunk vetoed nude scene». The Guardian. Consultado el 20 de mayo de 2008.
3. 1 2 3 4 5  Birtwistle and Conklin 1995, pp. 15–21.
4. 1 2 3 4  Birtwistle and Conklin 1995, pp. 27–34.
5. 1 2 3 4  Birtwistle and Conklin 1995, pp. 79–87.
6. 1 2 3 4 5  Pride and Prejudice – The Making of.... DVD featurette. Universal. 1999.
7. 1 2 3 4  Grimes, William (14 de enero de 1996). «Cover Story: An Austen Tale of Sex and Money In Which Girls Kick Up Their Heels». The New York Times. Consultado el 17 de mayo de 2008.
8. 1 2 3  Passero, Kathy (diciembre de 1996). Pride, Prejudice and a Little Persuasion. A&E Monthly Magazine.
9. 1 2 3 4 5 6  Steiner, Susie (31 de marzo de 2001). «Twice Shy». The Guardian. Consultado el 20 de mayo de 2008.
10. ↑  «Behind the scenes: Crispin Bonham-Carter». aetv.com (A&E Network). Archivado desde el original el 7 de abril de 2004. Consultado el 7 de abril de 2004.
11. ↑  Chancellor, Anna. «The Anna Chancellor Page». Pandp2.home.comcast.net. Archivado desde el original el 28 de diciembre de 2008. Consultado el 28 de diciembre de 2008.
12. 1 2 3 4 5  Birtwistle and Conklin 1995, pp. v–viii.
13. ↑  «Behind the scenes: Sue Birtwistle». aetv.com (A&E Network). Archivado desde el original el 7 de abril de 2004. Consultado el 7 de abril de 2004.
14. 1 2 3 4  Birtwistle and Conklin 1995, pp. 1–13.
15. 1 2  Birtwistle and Conklin 1995, pp. 35–43.
16. 1 2  Mills, Bart (14-20 de enero de 1996). Colin Firth talks about Pride and Prejudice in the 20th century. TV Times.
17. 1 2  Birtwistle and Conklin 1995, pp. 73–78.
18. 1 2 3  Birtwistle and Conklin 1995, pp. 22–26.
19. 1 2  Birtwistle and Conklin 1995, pp. 47–60.
20. ↑  Birtwistle and Conklin 1995, pp. 61–66.
21. ↑  Birtwistle and Conklin 1995, pp. 67–72.
22. ↑  Birtwistle and Conklin 1995, pp. 107–113.
23. 1 2  Taylor, Veronica (2000). «British Film Institute TV 100 entry on Pride and Prejudice». British Film Institute. Archivado desde el original el 14 de febrero de 2006. Consultado el 21 de septiembre de 2005.
24. ↑  Pinion, F B (1973). A Jane Austen Companion. Macmillan Publishers. p. 145. ISBN 978-0-333-12489-5.
25. 1 2  Berardinelli, James (2001). «Bridget Jones's Diary». ReelViews. Consultado el 21 de mayo de 2008.
26. ↑  Morrison, Sarah R. (Fall 1999). «Emma Minus Its Narrator: Decorum and Class Consciousness in Film Versions of the Novel». Persuasions On-Line. Consultado el 4 de julio de 2008.
27. 1 2 3  Macinnes, Carolyn (1995). «The Times Educational Supplement». The Times. Archivado desde el original el 12 de enero de 2009. Consultado el 4 de julio de 2008.
28. 1 2  Parrill, Sue (1999). «What Meets the Eye: Landscape in the Films Pride and  Prejudice and Sense and Sensibility». Persuasions . Consultado el 4 de julio de 2008.
29. 1 2  Nixon 1998, pp. 24–29.
30. ↑  Nixon 1998, pp. 31–35.
31. ↑  Hopkins 1998, pp. 112–113.
32. ↑  Halperin, John (16 de diciembre de 1989). «Inside Pride and Prejudice». Persuasions. Consultado el 5 de julio de 2008.
33. ↑  Casal, Elvira (Winter 2001). «Laughing at Mr. Darcy: Wit and Sexuality in Pride and Prejudice». Persuasions On-Line. Consultado el 4 de julio de 2008.
34. ↑  Ellington 1998, pp. 90–94.
35. ↑  Ellington 1998, p. 107.
36. 1 2  Sokol 1999, p. 78.
37. 1 2 3  Helm, Siegfried (23 de noviembre de 1995). «Ein 182 Jahre alter Fernseh-Straßenfeger» (en alemán). Die Welt. Consultado el 6 de junio de 2008.
38. ↑  Carman, John (12 de enero de 1996). Austen's 'Pride' Glows Enchanting evenings in A&E series. San Francisco Chronicle.
39. 1 2  Moyes, Jojo (28 de octubre de 1995). «BBC cashes in as 'Darcy phenomenon' has nation in a swoon». The Independent. p. 7. Consultado el 20 de mayo de 2008.
40. 1 2  Troost and Greenfield 1998, p. 2.
41. ↑  Foster, Dave (26 de febrero de 2009). «2 Entertain in March». DVD Times. Consultado el 7 de marzo de 2009.
42. ↑  Dreuth, Josh (31 de marzo de 2009). «Pride and Prejudice Restoration Video». blu-ray.com. Consultado el 2 de abril de 2009.
43. ↑  Sokol 1999, p. 99.
44. ↑  Gilbert, Gerard (23 de septiembre de 1995). Preview – Recommended Viewing This Weekend. The Independent. p. 28.
45. ↑  White, Jim (25 de septiembre de 1995). Television Review. The Independent. p. 24.
46. ↑  Rosenberg, Howard (12 de enero de 1996). The Latest Chapter in the Austen Renaissance. Los Angeles Times. pp. F-1.
47. ↑  Pride and Prejudice. People Magazine. 15 de enero de 1996.
48. ↑  «Television Nominations 1995». bafta.org. Consultado el 21 de mayo de 2008.
49. ↑  «Broadcasting Press Guild Awards 1996». broadcastingpressguild.org. Consultado el 21 de mayo de 2008.
50. ↑  «Primetime Awards». emmys.org. Archivado desde el original el 27 de agosto de 2011. Consultado el 21 de mayo de 2008.
51. ↑  «The Peabody Awards». peabody.uga.edu. Archivado desde el original el 26 de julio de 2008. Consultado el 11 de junio de 2008.
52. ↑  «Past winners of the TCA Awards». tvcriticsassociation.com. Archivado desde el original el 31 de mayo de 2008. Consultado el 21 de mayo de 2008.
53. ↑  «Past Winners Database». latimes.com. Archivado desde el original el 30 de abril de 2008. Consultado el 21 de mayo de 2008.
54. ↑  Stevens, Liz (26 de noviembre de 2004). «For fortysomethings, a Firth-rate fantasy». The Boston Globe. Consultado el 27 de mayo de 2009.
55. ↑  Watson, Louise. «Pride and Prejudice (1995)». screenonline. Consultado el 8 de junio de 2008.
56. ↑  Looser 1998, pp. 160–161.
57. ↑  Picardie, Justine (23 de abril de 2005). «What Lizzie did next». Telegraph Magazine and re-published by The Age. Consultado el 20 de mayo de 2008.
58. 1 2  James, Caryn (29 de julio de 2007). «Austen Powers: Making Jane Sexy». The New York Times. Consultado el 17 de mayo de 2007.
59. 1 2 3  Ryan, Tom (6 de marzo de 2004). «Renaissance man». The Age. Consultado el 25 de mayo de 2008.
60. 1 2  «Soaps join TV classics list». BBC News. 27 de agosto de 2003. Consultado el 23 de junio de 2008.
61. 1 2  Edwards, David (9 de septiembre de 2005). Pride and Passion. Daily Mirror. p. 18.
62. 1 2  Pearce, Garth (17 de junio de 2007). «On the move: Colin Firth». The Sunday Times. Consultado el 19 de mayo de 2008.
63. 1 2  Teaman, Tim (20 de septiembre de 2007). «Colin Firth's Darcy dilemma». The Times. Consultado el 19 de mayo de 2008.
64. 1 2  Leith, William (9 de abril de 2000). «True Romance». The Observer. Consultado el 21 de mayo de 2008.
65. ↑  McDaid, Carol (9 de junio de 2000). «There's no escaping Mr Darcy». The Independent. Consultado el 22 de mayo de 2008. (enlace roto disponible en Internet Archive; véase el historial, la primera versión y la última).
66. ↑  Lyall, Sarah (6 de noviembre de 2005). «Mr. Darcy Has a Mullet: A Jane Austen Hero for the 21st Century». The New York Times. Consultado el 2 de junio de 2008.
67. ↑  Curtis, Richard (2003). Love Actually audio commentary (DVD). Universal Pictures. «We joke that ever since Pride and Prejudice, when I do a film with Colin [Firth], he falls into the water because the girls like him in a wet shirt.»
68. ↑  Fenton, Andrew (7 de marzo de 2008). «Colin Firth has ended his feud with Rupert Everett». Herald Sun. Archivado desde el original el 3 de diciembre de 2012. Consultado el 6 de junio de 2008.
69. ↑  Buck, Michele (27 de agosto de 2008). «On location: Lost in Austen». Broadcast Now. Consultado el 30 de agosto de 2008.
70. ↑  Nixon 1998, p. 24.
71. ↑  Troost and Greenfield 1998, p. 6.
72. ↑  Jones, Bridget (Fielding, Helen) (25 de octubre de 1995). Bridget Jones's Diary. The Independent. p. 5.
73. ↑  Pearlman, Cindy (4 de mayo de 2001). Brit Colin Firth is newest hottie. Chicago Sun-Times.
74. ↑  Grice, Elizabeth (3 de abril de 2001). «He's back - without the breeches». The Daily Telegraph. Consultado el 3 de junio de 2008.
75. ↑  Salber, Cecilia (Winter 2001). «Bridget Jones and Mark Darcy: Art Imitating Art ... Imitating Art». Persuasions On-Line. Consultado el 19 de junio de 2008.
76. ↑  Faillaci, Sara (16 de octubre de 2003). Me Sexy?. Vanity Fair (Italy).
77. ↑  Kidron, Beeban (2004). Bridget Jones: The Edge of Reason – Deleted scenes (DVD). United International Pictures.
78. ↑  Briscoe, Joanna (31 de julio de 2005). «A costume drama with muddy hems». The Times. Consultado el 2 de junio de 2008.
79. 1 2  Bradshaw, Peter (16 de septiembre de 2005). «Pride & Prejudice». The Guardian. Consultado el 2 de junio de 2008.
80. 1 2  Hastings, Chris (8 de agosto de 2005). «Colin Firth was born to play Mr Darcy. So can anyone else shine in the lead role?». The Daily Telegraph. Consultado el 3 de junio de 2008.
81. ↑  Alberge, Dalya (11 de junio de 2004). «Hunt for Darcy nets star of TV spy drama». The Times. Consultado el 2 de junio de 2008.
82. ↑  Holden, Stephen (11 de noviembre de 2005). «Pride & Prejudice (2005) – Marrying Off Those Bennet Sisters Again, but This Time Elizabeth Is a Looker». The New York Times. Consultado el 2 de junio de 2008.
83. ↑  Seymour, Gene (27 de abril de 2008). «Fast chat: Colin Firth». Newsday. Consultado el 10 de julio de 2008. (enlace roto disponible en Internet Archive; véase el historial, la primera versión y la última).